# Ніссін (авіаносець)
Ніссін (яп. 日進) — японський гідроавіаносець.

## Конструкція
«Ніссін» — останній із серії японських важких гідроавіаносців. Був удосконаленим варіантом авіаносця «Мідзухо». Був закладений у 1938 році, спущений на воду восени 1939 року, проте оснащення тривало до лютого 1942 року.
Як і його попередник, був оснащений двома дизельними двигунами, проте для збільшення швидкості їх потужність була збільшена утричі.
Корабель міг нести 25 гідролітаків (з них 5 — у розібраному стані). Мав 2 катапульти для запуску літаків, а також 2 крани для підйому літаків з трюму та з води.
Ще до завершення корабля була проведена модифікація, внаслідок якої корабель міг приймати 12 мініатюрних підводних човнів «Тип А», а також 700 мін.

## Бойове застосування
Після вводу в експлуатацію використовувався як навчальний авіаносець у Внутрішньому морі. 20 березня зарахований до складу флоту.
Наприкінці квітня доставив у порт Пенанг на західному узбережжі півострова Малакка диверсійні мінісубмарини для човнів 8-ї ескадри, переведених для дій у Індійському океані (надалі їх використали у рейді на Дієго-Суарес на Мадагаскарі).
Брав участь у битві за Мідвей як судно підтримки, проте не відігравав активної ролі.
Під час битви за Гуадалканал «Ніссін» в основному використовувався для перевезення вантажів та озброєння, головним чином через свої швидкісні дані. В одному з таких рейсів він був потоплений.

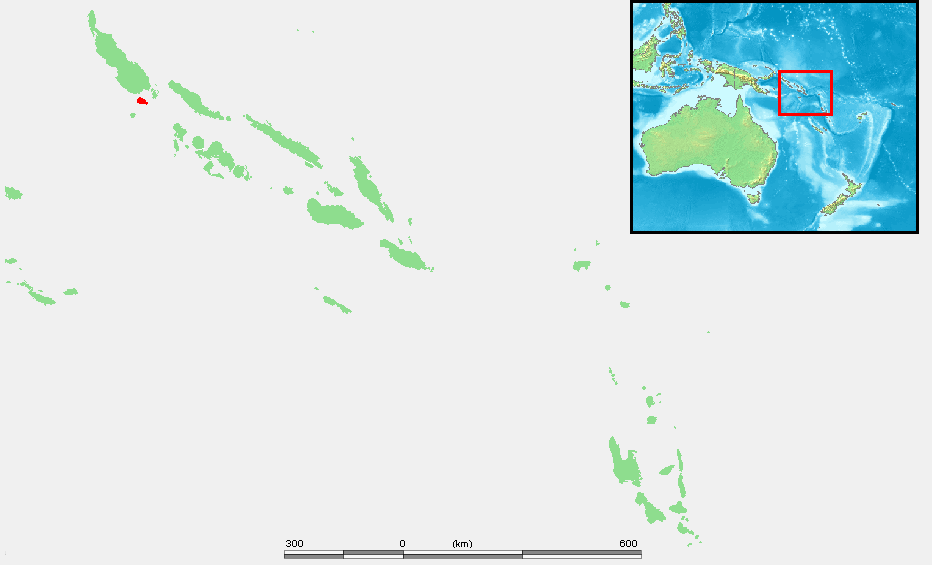
Острів Шортленд, поблизу якого затонув «Ніссін»

10 липня 1943 року «Ніссін» із військовим вантажем (22 танки, гармати, боєприпаси) та десантом у 630 осіб вирушив із Куре до Бугенвілю у супроводі двох есмінців «Хагікадзе» та «Арасі». 15 липня до них приєднались крейсер «Могамі», легкі крейсери «Агано» та «Ойоде» і есмінець «Ісокадзе». 21 липня конвой був помічений авіаційною розвідкою. 22 липня близько 13:45 загін атакували американські літаки. В гідроавіаносець влучило 6 бомб, внаслідок чого він швидко (о 14:05) затонув. Есмінці, що також перевозили десант, під час ворожої атаки не змогли провести повноцінної рятувальної операції. Були підібрані тільки 87 членів екіпажу, зокрема 7 офіцерів, а також 91 осіб із десанту.